# Nointel (Valle del Oise)
 Nointel  es una población y comuna francesa, en la región de Isla de Francia, departamento de Valle del Oise, en el distrito de Pontoise y cantón de Beaumont-sur-Oise.

## Demografía
| 210 | 198 | 247 | 214 | 258 | 252 | 244 | 247 | 227 | 240 | 256 | 232 | 235 | 245 | 232 | 226 | 250 | 247 | 256 | 248 | 249 | 278 | 315 | 291 | 332 | 392 | 398 | 429 | 508 | 471 | 782 | 754 |
| Para los censos de 1962 a 1999 la población legal corresponde a la población sin duplicidades (Fuente: INSEE [Consultar]) |     |     |     |     |     |     |     |     |     |     |     |     |     |     |     |     |     |     |     |     |     |     |     |     |     |     |     |     |     |     |     |